# Zahir Tanin

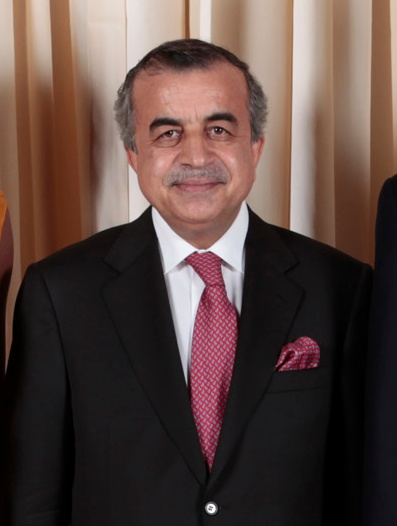
Zahir Tanin (2009)

Zahir Tanin (persisch ظاهر طنين; * 1. Mai 1956) ist ein afghanischer Diplomat. Seit Oktober 2015 ist er als Nachfolger von Farid Zarif als Sonderbeauftragter des UN-Generalsekretärs (Special Representative of the Secretary General, SRSG) im Kosovo Leiter der United Nations Interim Administration Mission in Kosovo (UNMIK).
Zuvor war er von Dezember 2006 bis zum 5. Oktober 2015 Ständiger Vertreter der Vereinten Nationen in Afghanistan. Von September 2008 bis September 2009 war er zudem für ein Jahr Vizepräsident der Generalversammlung der Vereinten Nationen.
Tanin machte 1980 seinen Abschluss an der Kabul Medical University.
Er ist verheiratet und hat zwei Kinder.